# أوغوستين تشانتريل
أوغوستين تشانتريل (بالفرنسية: Augustin Chantrel) (11 نوفمبر 1906 – 4 سبتمبر 1956)  لاعب كرة قدم فرنسي راحل كان يجيد اللعب في مركز الظهير الأيمن . لعب في عدة أندية محلية حتى تم استدعائه للمشاركة مع منتخب فرنسا حيث مثله في دورة الألعاب الأولمبية 1928 وبطولة كأس العالم لكرة القدم 1930 .
خلال فترة شبابه لعب تشانتريل في نادي جامعة باريس حتى قرر نادي أولمبيك النجم الأحمر التعاقد معه في سنة 1925 . حقق بطولة كأس فرنسا سنة 1928 وفي السنة التالية انتقل إلى نادي سي أيه إس جي باريس  ثم قضى موسم واحد في نادي أميين  ثم عاد إلى نادي أولمبيك النجم الأحمر في سنة 1934 وبقي فيه حتى نهاية مسيرته الرياضية لاعبا في سنة 1939 . في موسمه الأخير 1938-1939 أصبح تشانتريل لاعبا ومدربا في الوقت نفسه وساهم بوجود المهاجم الأرجنتيني غييرمو ستابيلي  في الفوز ببطولة دوري الدرجة الثانية .
لعب تشانتريل 15 مباراة دولية مع منتخب فرنسا من 1928 إلى 1933 . أول مباراة دولية كانت أمام منتخب سويسرا في 11 مارس 1928 . شارك في دورة الألعاب الأولمبية 1928 التي أقيمت في العاصمة الهولندية أمستردام والتي خسر المباراة الوحيدة من منتخب إيطاليا 3-4 . في سنة 1930 تم اختيار للمشاركة مع منتخب فرنسا في أول بطولة كأس عالم وسافر على متن سفينة الكونت الأخضر إلى مونتيفيديو عاصمة الأوروغواي . شارك تشانتريل في جميع مباريات منتخب فرنسا الثلاث في الدور الأول . في الدقيقة 24 من المباراة الأولى أمام منتخب المكسيك تعرض حارس المرمى الفرنسي أليكس ثيبو إلى إصابة خطيرة بسبب التحامه مع لاعب مكسيكي وبسبب عدم وجود نظام استبدال اللاعبين فإن تشانتريل حل محل الحارس المصاب حتى نهاية المباراة  التي انتهت بفوز الفرنسيين 4-1 . بهذه المشاركة فإن تشانتريل أصبح اللاعب الوحيد في تاريخ بطولات كأس العالم الذي يشارك لاعبا داخل الملعب وحارسا للمرمى وكذلك اللاعب الوحيد الذي يتم يحل محل حارس مرمى . آخر مباريات تشانتريل الدولية كانت في مواجهة منتخب ألمانيا في 19 مارس 1933 .

## وصلات خارجية
- أوغوستين تشانتريل على موقع الاتحاد الدولي (مؤرشف)  (الإنجليزية)
- أوغوستين تشانتريل على موقع قاعدة بيانات كرة القدم.إي يو (الإنجليزية)
- أوغوستين تشانتريل على موقع ناشيونال فوتبول تيمز (الإنجليزية)
- أوغوستين تشانتريل على موقع عالم كرة القدم.نت (الإنجليزية)
- أوغوستين تشانتريل على موقع أوليمبيديا (الإنجليزية)

- السيرة الذاتية من موقع الاتحاد الفرنسي لكرة القدم